# Maïs farineux
Le maïs farineux (Zea mays var. amylacea) est une variété de maïs à péricarpe fin et dont l'albumen est riche en amidon. Il est utilisé principalement pour faire de la farine. Cette variété est trouvée fréquemment dans les tombes incas et aztèques. Elle est couramment cultivée dans les zones sèches des États-Unis, à l'ouest de l'Amérique du Sud et en Afrique du Sud. Les épis à gros grains sont utilisés au Pérou pour la préparation d'une boisson nommée chicha. En Afrique du Sud, cette variété sert à la préparation de l'ugali.
Les six variétés principales de maïs sont le maïs denté, le maïs corné, le Zea mays var. tunicata, le pop-corn, le maïs farineux et le maïs doux.